# Gregor Baci
Gregor Baci (germanizado), em húngaro Gergely Paksy foi um nobre húngaro do século XVI que sofreu um grave ferimento na cabeça causado por uma lança, sobrevivendo, segundo a tradição, por mais um ano após o incidente. Sua história é conhecida, entre outras fontes, por meio de um retrato de um pintor alemão desconhecido, preservado na Kunst- und Wunderkammer do Arquiduque Ferdinand II no Castelo de Ambras, Innsbruck.

## Identidade
A identidade do homem e a causa exata de seu ferimento não são totalmente claras, com várias versões em circulação. De acordo com a lenda associada ao retrato no Castelo de Ambras, o retratado seria Gregor Baci; no entanto, o nome no retrato pode ser lido também como Gregor Baxi. Ele teria sofrido o ferimento causado por uma lança durante um torneio de justa. Em contraste, um inventário de 1621 indica que ele sofreu o ferimento em combate contra os turcos otomanos e sobreviveu por mais um ano. Segundo Józef Bánlaky, um Gergely Paksy sofreu um ferimento na cabeça por uma lança turca, também sobrevivendo por algum tempo. Gregor Baci é, ao que parece, a forma germanizada do nome húngaro Gergely Paksy, indicando que provavelmente se trata da mesma pessoa.

## Tradição

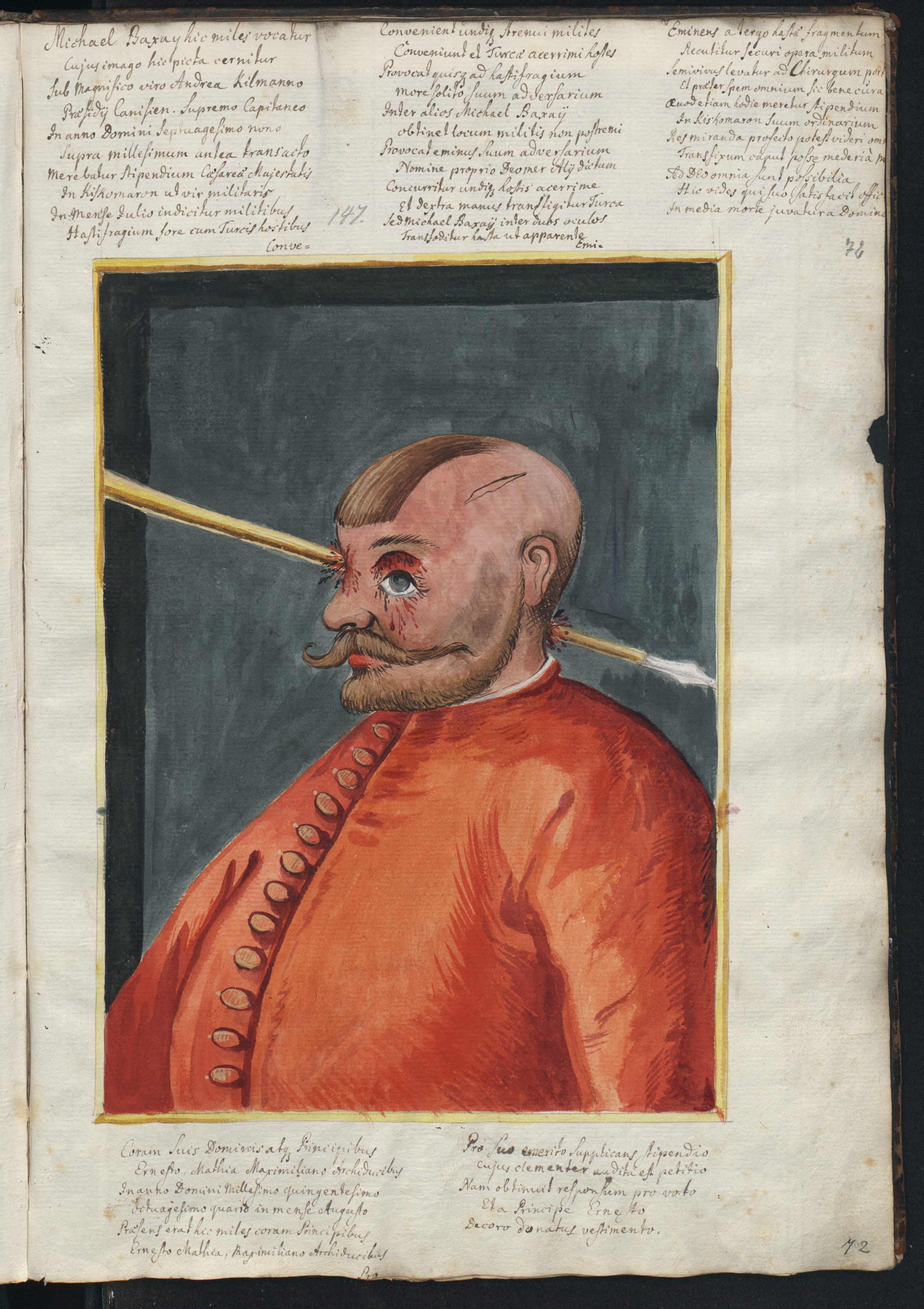
Ilustração em Icones habitus monumenta Turcarum Fol. 72r

O retrato de Gregor Baci foi pintado por volta de 1550 por um pintor alemão desconhecido. Foi feito em óleo sobre tela e mede 31 × 39 cm. A pintura foi mencionada pela primeira vez em um inventário de 1621 e faz parte da coleção do Castelo de Ambras, Innsbruck. A inscrição Gregor. BAXI VNG: NOB: no canto superior esquerdo identifica a pessoa retratada como o nobre húngaro Gregor Baci. O retrato mostra o busto de um jovem homem em perfil parcial voltado para a esquerda. Ele veste uma schecke azul, com a cabeça raspada em grande parte do lado esquerdo, onde é visível uma cicatriz. Baci ostenta um bigode e uma barba bem aparada. Sua cabeça é atravessada por uma lança branca, decorada com uma fita marrom em espiral e com penas vermelhas. A lança entra pela órbita ocular direita e sai pela região da nuca. A ferida de entrada é destacada por uma coroa de pequenas gotas de sangue no dorso nasal. Na área de saída, há tecido cutâneo lacerado e ensanguentado. O olho esquerdo está inchado, congestionado de sangue e ligeiramente saltado da órbita.
Além dessa pintura, existe uma gravura em cobre de um Gergely Paksy, muito semelhante ao retrato de Ambras e que teria sido feita em 1598. Na gravura, o homem usa um colarinho acolchoado com botões retangulares. Não apenas o ferimento pela lança, mas também a pessoa retratada são quase idênticos ao retrato de Baci no Castelo de Ambras.
Uma imagem semelhante, de um homem identificado como Michael Baxay, pode ser encontrada no Fol. 72r do manuscrito Icones habitus monumenta Turcarum Libri picturati A 15, feito entre 1586 e 1650, na Biblioteca Jagielloniana em Cracóvia. A imagem se assemelha às representações de Baci em termos de habitus, ferimento, penteado e cicatriz no crânio. A legenda ao redor da imagem informa que Michael Baxay sofreu o ferimento por uma lança em combate contra os turcos, sugerindo que a imagem e a história ali contida são provavelmente uma variação da história de Gregor Baci.

## Aspectos médicos

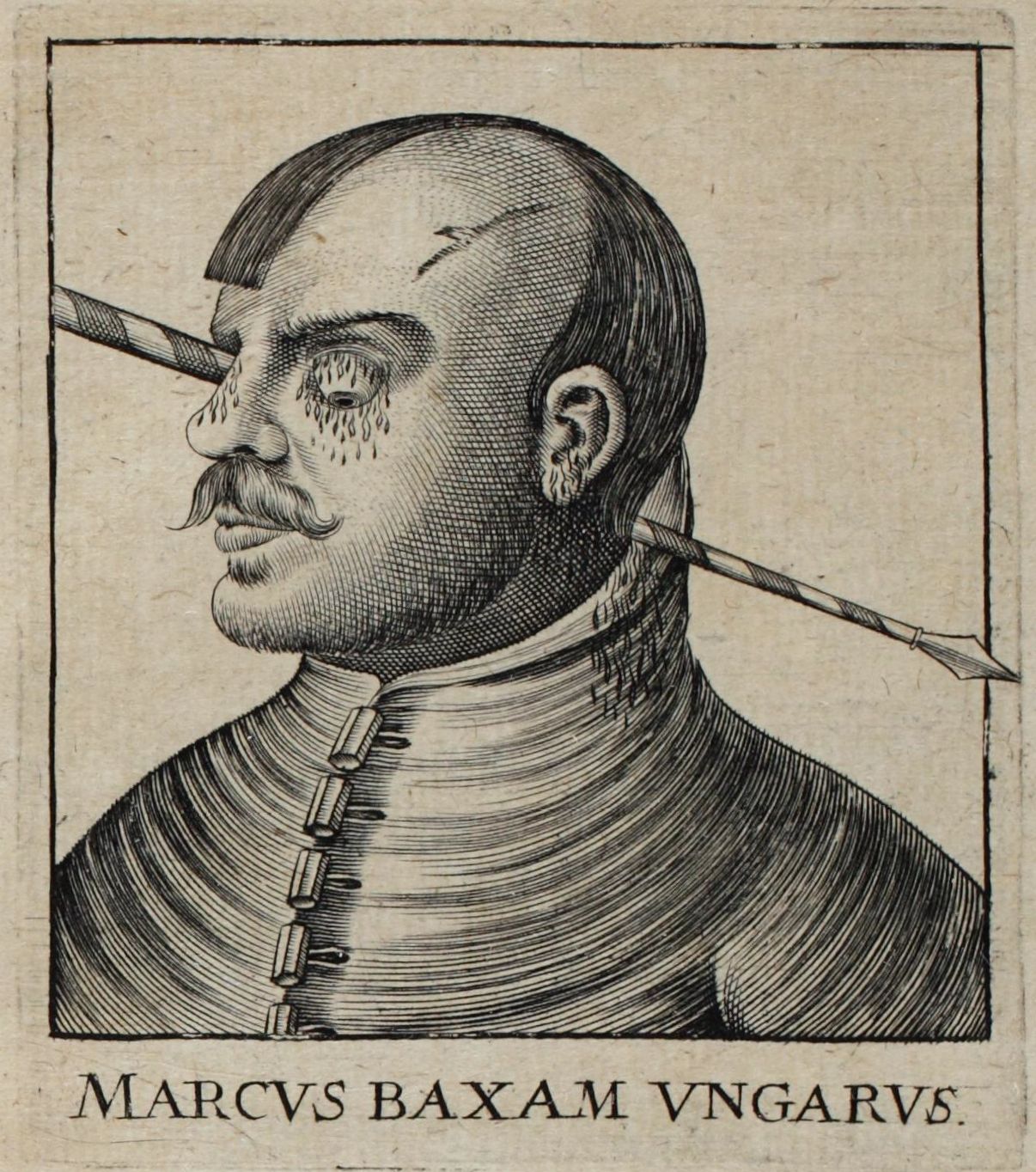
Gravura em cobre por volta de 1695 da pessoa aqui identificada como Paksy Gergely ou Baksa Márk

Não se pode determinar com certeza quão fiel à realidade é a situação descrita na pintura, uma vez que não se sabe se o pintor a criou na presença de Baci ou com base em relatos.
De acordo com a pintura, a lança penetrou na cabeça pela órbita ocular direita e saiu pela nuca. A vermelhidão e o inchaço do olho esquerdo podem ser atribuídos a uma fístula no seio cavernoso. O tratamento do ferimento de Gregor Baci consistiu em serrar a lança nos pontos de entrada e saída.
Casos recentes com padrões de ferimentos semelhantes confirmam que é possível sobreviver a tais lesões. Devido às reações céticas de visitantes do museu sobre o tempo de sobrevivência de um ano após o acidente de Baci, o caso foi investigado por radiologistas, radio-oncologistas e neurologistas da Universidade Médica de Innsbruck. Para isso, os dados bidimensionais da pintura foram transferidos para um modelo tridimensional de um crânio de paciente anônimo, e um modelo da lesão craniana de Baci foi criado usando prototipagem rápida. Os médicos confirmaram o relato histórico e a possibilidade de Baci ter sobrevivido ao ferimento por um ano. Sob circunstâncias favoráveis, a lança penetrou o crânio abaixo do cérebro. Se a meninge não foi perfurada, o risco de septicemia cerebral era baixo, o que indicaria uma alta chance de sobrevivência para Baci. Os médicos consideram altamente provável que Baci não tenha sofrido deficiências significativas e que uma lesão como essa poderia ser sobrevivida por vários anos em condições favoráveis. Além disso, supõe-se que as tintas contendo chumbo na lança poderiam ter tido um efeito antisséptico no canal da ferida. Um modelo 3D do crânio com a lesão pela lança está em exibição ao lado da pintura no Castelo de Ambras.

## Literatura
Laurin Luchner (1967). Schloss Ambras für Mediziner. Medizinischer Monatsspiegel. Heft 3. [S.l.: s.n.] pp. 60–64